# Gilloblennius
Gilloblennius is een geslacht van straalvinnige vissen uit de familie van de drievinslijmvissen (Tripterygiidae).

## Soorten
- Gilloblennius abditus Hardy, 1986
- Gilloblennius tripennis(Forster, 1801)